# Јорк Спрингс (Пенсилванија)
Јорк Спрингс (енгл. York Springs) град је у америчкој савезној држави Пенсилванија.

## Демографија
По попису из 2010. године број становника је 833, што је 259 (45,1%) становника више него 2000. године.
| Група             | 2000.       | 2010.       |
| Белци             | 422 (73,5%) | 435 (52,2%) |
| Афроамериканци    | 2 (0,3%)    | 4 (0,5%)    |
| Азијати           | 7 (1,2%)    | 2 (0,2%)    |
| Хиспаноамериканци | 141 (24,6%) | 384 (46,1%) |
| Укупно            | 574         | 833         |